# SK Slavia Praha 2021/2022
Tento článek se podrobně zabývá událostmi ve fotbalovém klubu SK Slavia Praha v období sezony 2021/22 a jeho působení v 1. lize, ligovém poháru a evropských pohárech.
Do sezóny 2020/21 vstoupila Slavia jako tým,který třikrát po sobě získal titul Mistra České republiky.  SK Slavia Praha vstoupila do sezóny se sérií 46 zápasů bez porážky, čímž vytvořila nový český a československý rekord. Přípravu na novou sezónu ovšem narušil výskyt koronaviru v týmu, kvůli tomu Slavia odehrála před začátkem nové sezóny pouze jedno přípravné utkání. Na začátku nového ligového ročníku budou zápasy odehrány opět s omezeným počtem diváků na stadionech.

## Klub

### Vlastník
Klub vstoupil do nového ročníku ve stejné majetkové struktuře. Dne 21.7.2021 bylo oznámeno, že téměř 100% vlastníkem klubu je čínská společnost CITIC Group a drobní akcionáři nedrží více než 1% akcií.  

### Realizační tým
Ve složení realizačního týmu nedošlo oproti předchozímu ročníku ke změnám. Hlavním trenérem zůstal Jindřich Trpišovský, jeho asistenty Jaroslav Köstl , Zdeněk Houštecký a Pavel Řehák. Tým brankářských trenérů působí ve složení Štěpán Kolář a Radek Černý. Sportovním ředitelem je Jiří Bílek
| Post                         | Jméno               |
| ---------------------------- | ------------------- |
| Hlavní trenér                | Jindřich Trpišovský |
| Asistent trenéra             | Jaroslav Köstl      |
| Asistent trenéra             | Zdeněk Houštecký    |
| Asistent trenéra             | Pavel Řehák         |
| Trenér brankářů              | Štěpán Kolář        |
| Trenér brankářů              | Radek Černý         |
| Vedoucí mužstva              | Stanislav Vlček     |
| Kondiční trenér              | Martin Třasák       |
| Hlavní kustod                | Jiří Šveněk         |
| Klubové vedení               |                     |
| Prezident klubu (PP)         | Jiří Šimáně         |
| Předseda představenstva      | Jaroslav Tvrdík     |
| Sportovní ředitel            | Jiří Bílek          |
| Manažer mládežnické akademie | Jiří Plíšek         |
| Hlavní Skaut                 |                     |
| Finanční ředitel (ČP)        | Daniel Konrád       |
| Ředitel komunikace           | Michal Býček        |

### První tým
k 15.9.2021 
| Číslo |          | Pozice | Hráč            |
| ----- | -------- | ------ | --------------- |
| 1     | Česko    | B      | Ondřej Kolář    |
| 2     | Česko    | O      | David Hovorka   |
| 3     | Česko    | O      | Tomáš Holeš     |
| 4     | Švédsko  | O      | Aiham Ousou     |
| 5     | Dánsko   | O      | Alexander Bah   |
| 7     | Rumunsko | Z      | Nicolae Stanciu |
| 8     | Česko    | Z      | Lukáš Masopust  |
| 9     | Nigérie  | Ú      | Peter Olayinka  |
| 10    | Srbsko   | Z      | Srđan Plavšić   |
| 11    | Česko    | Ú      | Stanislav Tecl  |
| 13    | Česko    | Z      | Daniel Samek    |
| 15    | Česko    | O      | Ondřej Kúdela   |
| 16    | Česko    | Ú      | Jan Kuchta      |
| 17    | Česko    | Z      | Lukáš Provod    |
| 18    | Česko    | O      | Jan Bořil       |
| 19    | Libérie  | Z      | Oscar Dorley    |

| Číslo |                   | Pozice | Hráč              |
| ----- | ----------------- | ------ | ----------------- |
| 20    | Nigérie           | Ú      | Ubong Moses Ekpai |
| 21    | Dánsko            | Z      | Mads Emil Madsen  |
| 22    | Česko             | Ú      | Michael Krmenčík  |
| 23    | Česko             | Z      | Petr Ševčík       |
| 25    | Slovensko         | Z      | Jakub Hromada     |
| 26    | Slovensko         | Ú      | Ivan Schranz      |
| 27    | Pobřeží slonoviny | Z      | Ibrahim Traoré    |
| 28    | Česko             | B      | Aleš Mandous      |
| 30    | Ukrajina          | O      | Taras Kačaraba    |
| 31    | Česko             | B      | Přemysl Kovář     |
| 32    | Česko             | Z      | Ondřej Lingr      |

### Změny v kádru v letním přestupovém období 2021
| Číslo | Pozice | Nár.      | Hráč              | Věk | Odkud přišel     | Do roku | Cena       | Typ        |
| ----- | ------ | --------- | ----------------- | --- | ---------------- | ------- | ---------- | ---------- |
| 4     | O      | Švédsko   | Aiham Ousou       | 21  | GAIS Göteborg    | 2026    | 15 mil. Kč | přestup    |
| 10    | Z      | Srbsko    | Srđan Plavšić     | 25  | volný hráč       | 2024    | zdarma     | volný hráč |
| 20    | Z      | Nigérie   | Ubong Moses Ekpai | 25  | volný hráč       | 2024    | zdarma     | přestup    |
| 21    | Z      | Dánsko    | Mads Emil Madsen  | 23  | LASK Linz        | 2025    | 26 mil. Kč | přestup    |
| 22    | Ú      | Česko     | Michael Krmenčík  | 28  | Club Brugge KV   | 2022    | —          | hostování  |
| 26    | Ú      | Slovensko | Ivan Schranz      | 27  | FK Jablonec      | 2024    | —          | přestup    |
| 28    | B      | Česko     | Aleš Mandous      | 29  | SK Sigma Olomouc | 2026    | 10 mil. Kč | přestup    |

| Číslo | Pozice | Nár.              | Hráč           | Věk | Kam odešel                 | Typ             | Cena       |
| ----- | ------ | ----------------- | -------------- | --- | -------------------------- | --------------- | ---------- |
| 4     | O      | Pobřeží slonoviny | Simon Deli     | 29  | Club Brugge KV             | konec hostování | —          |
| 6     | O      | Česko             | David Zima     | 20  | Turín FC                   | přestup         | 5,9 mil. € |
| 12    | Ú      | Senegal           | Abdallah Sima  | 20  | Brighton & Hove Albion     | přestup         | 8 mil. €   |
| 14    | Ú      | Nizozemsko        | Mick van Buren | 29  | SK Dynamo České Budějovice | hostování       | —          |
| 33    | Ú      | Chorvatsko        | Petar Musa     | 23  | Boavista FC                | hostování       | —          |

## Hráčské statistiky

### Střelecká listina
| Poz. | Nár.              | Hráč              | Góly | Fortuna:Liga | Liga mistrů UEFA | Evrop. liga UEFA | Evrop. konf. liga UEFA | MOL Cup |
| ---- | ----------------- | ----------------- | ---- | ------------ | ---------------- | ---------------- | ---------------------- | ------- |
| Ú    | Slovensko         | Ivan Schranz      | 7    | 6            |                  |                  | 1                      |         |
| Ú    | Česko             | Jan Kuchta        | 6    | 5            |                  |                  | 1                      |         |
| O    | Dánsko            | Alexander Bah     | 2    |              |                  | 1                | 1                      |         |
| Z    | Česko             | Ondřej Lingr      | 2    | 2            |                  |                  |                        |         |
| Z    | Česko             | Lukáš Masopust    | 2    |              | 1                | 1                |                        |         |
| Z    | Česko             | Daniel Samek      | 3    | 3            |                  |                  |                        |         |
| Ú    | Slovensko         | Stanislav Tecl    | 2    | 2            |                  |                  |                        |         |
| Ú    | Nigérie           | Ubong Moses Ekpai | 1    |              |                  | 1                |                        |         |
| O    | Ukrajina          | Taras Kačaraba    | 1    | 1            |                  |                  |                        |         |
| Ú    | Česko             | Michael Krmenčík  | 1    | 1            |                  |                  |                        |         |
| O    | Česko             | Ondřej Kúdela     | 1    | 1            |                  |                  |                        |         |
| Z    | Rumunsko          | Nicolae Stanciu   | 1    | 1            |                  |                  |                        |         |
| Z    | Pobřeží slonoviny | Ibrahim Traoré    | 2    | 2            |                  |                  |                        |         |
|      |                   | Vlastní           | 1    |              |                  |                  |                        |         |
|      |                   | Celkem            | 22   | 15           | 1                | 3                | 3                      | 0       |

Poslední úprava: 16.9.2021

## Zápasy v sezoně 2021/2022

### Souhrn působení v soutěžích
| Soutěž                         | Fáze startu     | Momentální pozice/ kolo | Konečná pozice/ kolo | První zápas       | Poslední zápas |
| ------------------------------ | --------------- | ----------------------- | -------------------- | ----------------- | -------------- |
| 1. fotbalová liga              | —               | —                       |                      | 25. července 2021 |                |
| MOL Cup                        |                 | —                       |                      |                   |                |
| Liga mistrů UEFA               | 3. předkolo     | —                       | 3. předkolo          | 4. srpna 2021     | 10. srpna 2021 |
| Evropská liga UEFA             | Play-off        | —                       | Play-off             | 19. srpna 2021    | 26. srpna 2021 |
| Evropská konferenční liga UEFA | 1. kolo playoff | —                       |                      | 16. září 2021     |                |

### Letní přípravné zápasy
| Datum        | Soupeř        | Místo    | Výsledek | Střelci Slavie      |
| ------------ | ------------- | -------- | -------- | ------------------- |
| 16/ 07/ 2021 | Piast Gliwice | Rakousko | 1-1      | 48' Nicolae Stanciu |

### Fortuna:Liga
Hlavní článek: Fortuna:Liga 2021/22

#### Ligová tabulka
| Poř. | Tým               | Z | V | R | P | VG | OG | B |
| ---- | ----------------- | - | - | - | - | -- | -- | - |
| 1.   | AC Sparta Praha   | 2 | 2 | 0 | 0 | 8  | 2  | 6 |
| 2.   | SK Slavia Praha   | 2 | 2 | 0 | 0 | 4  | 1  | 6 |
| 3.   | FC Viktoria Plzeň | 2 | 2 | 0 | 0 | 4  | 2  | 6 |
| 4.   | 1. FC Slovácko    | 2 | 2 | 0 | 0 | 2  | 0  | 6 |
| 5.   | FC Baník Ostrava  | 2 | 1 | 0 | 1 | 5  | 2  | 3 |
| 6.   | FK Mladá Boleslav | 2 | 1 | 0 | 1 | 4  | 2  | 3 |

Vysvětlivky: Z = Zápasy; V = Výhry; R = Remízy; P = Prohry; VG = Vstřelené góly; OG = Obdržené góly; B = Body.
| Celkem | Celkem | Celkem | Celkem | Celkem | Celkem | Celkem | Celkem | Doma | Doma | Doma | Doma | Doma | Doma | Venku | Venku | Venku | Venku | Venku | Venku |
| Z      | V      | R      | P      | VG     | OG     | GR     | Body   | V    | R    | P    | VG   | OG   | Body | V     | R     | P     | VG    | OG    | Body  |
| ------ | ------ | ------ | ------ | ------ | ------ | ------ | ------ | ---- | ---- | ---- | ---- | ---- | ---- | ----- | ----- | ----- | ----- | ----- | ----- |
| 6      | 5      | 1      | 0      | 15     | 5      | +10    | 16     | 2    | 0    | 0    | 6    | 1    | 6    | 3     | 1     | 0     | 9     | 4     | 10    |

Poslední úprava: 12. září 2021

#### Kolo po kole
| Hřiště   | V | V | D | V | D | V | D |  |  |  |  |
| Výsledek | V | V |   | V | V | R | V |  |  |  |  |
| Pozice   | 5 | 2 | 4 | 4 | 3 | 3 | 3 |  |  |  |  |

Poslední úprava: 12.9.2021
Hřiště: D = Domácí; V = Venkovní. Výsledek: V = Výhra; P = Prohra; R = Remíza

#### Podzimní část
| 1. kolo 25. července 2021 | FC Fastav Zlín | 0 – 1 | SK Slavia Praha | Letná, Zlín                     |  |
| 19:00 SELČ |                |       | 70' Jan Kuchta  | Diváci: 4.112 Rozhodčí: Zelinka |  |
| Poznámky: Sestava: Kolář – Bah, Kúdela (C), Kačaraba, Oscar – Traoré – Ekpai (60. van Buren), Stanciu (90. Zima), Lingr (46. Schranz), Plavšić (73. Musa) – Kuchta (73. Samek) |                |       |                 |                                 |  |

| 2. kolo 30. července 2021 | FK Teplice      | 1 – 3 | SK Slavia Praha                                    | Na Stínadlech, Teplice           |  |
| 19:00 SELČ | David Černý 43' |       | 22' Ivan Schranz 45' Ivan Schranz 81' Ivan Schranz | Diváci: 7.745 Rozhodčí: Pechanec |  |
| Poznámky: Sestava: Kolář (C) – Bah (76. Sima), Kačaraba, Zima, Oscar – Traoré (63. Holeš) – Schranz, Stanciu (83. Tecl), Ševčík, Plavšič (63. Masopust) – Musa (63. Olayinka) |                 |       |                                                    |                                  |  |

| 4. kolo 14. srpna 2021 | FK Mladá Boleslav | 0 – 2 | SK Slavia Praha                 | Městský stadion, Mladá Boleslav |  |
| 16:00 SELČ | Vojtěch Smrž 45'  |       | 36' Jan Kuchta 83' Ivan Schranz | Diváci: 3.712 Rozhodčí: Zelinka |  |
| Poznámky: Sestava: Kolář – Masopust (77. Holeš), Kúdela (C), Zima, Oscar – Traoré (84. Hromada), Stanciu – Ekpai, Lingr (58. Schranz), Sima (77. Madsen) – Kuchta (58. Tecl) |                   |       |                                 |                                 |  |

| 5. kolo 22. srpna 2021 | SK Slavia Praha                                                               | 4 – 0 | FC Baník Ostrava | Sinobo Stadium, Praha          |  |
| 19:00 SELČ | Stanislav Tecl 31' Daniel Samek 45' Ondřej Lingr 51' Ondřej Kúdela 66' (pen.) |       | 78' Gigli Ndefe  | Diváci: 11.846 Rozhodčí: Berka |  |
| Poznámky: Sestava: Kolář – Bah (81. Van Buren), Kúdela, Kačaraba (46. Holeš), Bořil (C) – Hromada – Ekpai, Samek (75. Sima), Lingr (61. Traoré), Schranz (61. Oscar) – Tecl |                                                                               |       |                  |                                |  |

| 6. kolo 29. srpna 2021 | MFK Karviná                                                | 3 – 3 | SK Slavia Praha                                        | Městský stadion Karviná, Karviná |  |
| 19:00 SELČ | Michal Papadopulos 27' Antonín Svoboda 56' Kacper Zych 90' |       | 35' Ivan Schranz 45' Taras Kačaraba 64' Ibrahim Traoré | Diváci: 4.833 Rozhodčí: Julínek  |  |
| Poznámky: Sestava: Kolář – Ousou (46. Traoré), Kúdela (C) (45. Zima), Kačaraba, Oscar – Samek (72. Hromada), Holeš – Ekpai, Lingr (80. Madsen), Schranz – Tecl (72. Krmenčík) |                                                            |       |                                                        |                                  |  |

| 7. kolo 12. září 2021 | SK Slavia Praha                    | 2 – 1 | 1. FC Slovácko    | Sinobo Stadium, Praha         |  |
| 19:00 SELČ | Daniel Samek 4' Stanislav Tecl 68' |       | 90' Filip Vecheta | Diváci: 11.252 Rozhodčí: Orel |  |
| Poznámky: Sestava: Mandous - Bah, Takács (89. Krmenčík), Holeš, Bořil (C) - Samek (56. Traoré), Ševčík - Ekpai, Lingr (56. Stanciu), Masopust (64. Oscar) - Kuchta (56. Tecl) |                                    |       |                   |                               |  |

| 8. kolo 19. září 2021 | Bohemians Praha 1905 | 1 – 5 | SK Slavia Praha                                                                                         | Ďolíček, Praha                |  |
| 19:00 SELČ | Jan Chramosta 22'    |       | 56' (pen.) Nicolae Stanciu 63' Ondřej Lingr 65' Jan Kuchta 72' (pen.) Michael Krmenčík 75' Ivan Schranz | Diváci: 5.485 Rozhodčí: Berka |  |
| Poznámky: Sestava: Mandous – Masopust (46. Lingr), Takács (22. Ševčík), Ousou, Bořil (C) – Holeš, Samek (46. Krmenčík) – Bah, Stanciu, Schranz (86. Ekpai) – Kuchta (77. Traoré) |                      |       | |                               |  |

| 9. kolo 26. září 2021 | SK Slavia Praha                                                  | 4 – 1 | FC Hradec Králové  | Sinobo Stadium, Praha           |  |
| 19:00 SELČ | Jan Kuchta 7' Daniel Samek 40' Jan Kuchta 50' Ibrahim Traoré 60' |       | 90' Jiří Kateřiňák | Diváci: 10.213 Rozhodčí: Petřík |  |
| Poznámky: Sestava: Mandous - Bah (78. Tecl), Ousou, Holeš, Bořil (C) - Ševčík (59. Traoré), Samek - Masopust (59. Lingr), Stanciu (67. Krmenčík), Schranz - Kuchta (78. Ekpai) |                                                                  |       |                    |                                 |  |

| 10. kolo 3. října 2021 | AC Sparta Praha    | 1 – 0 | SK Slavia Praha | Generali Česká pojišťovna Arena, Praha |  |
| 19:00 SELČ | Lukáš Haraslín 42' |       | 41' Aiham Ousou | Diváci: 17.093 Rozhodčí: Berka         |  |
| Poznámky: Sestava: Mandous - Masopust (76. Traoré), Ousou, Holeš, Bořil (C) - Samek (46. Stanciu), Ševčík - Bah, Lingr (65. Olayinka), Schranz (76. Krmenčík) - Kuchta (62. Plavšič) |                    |       |                 |                                        |  |

| 11. kolo 16. října 2021 | SK Slavia Praha                                     | 3 – 1 | FC Slovan Liberec  | Sinobo Stadium, Praha           |  |
| 19:00 SELČ | Alexander Bah 43' Jan Kuchta 67' Peter Olayinka 81' |       | 73' Miroslav Stoch | Diváci: 12.462 Rozhodčí: Franěk |  |
| Poznámky: Sestava: Kolář – Bah, Hromada (64. Ekpai), Kačaraba, Oscar – Schranz (75. Plavšič), Traoré, Stanciu (87. Samek), Olayinka (87. Horský) – Kuchta (C) – Krmenčík (75. Madsen) |                                                     |       |                    |                                 |  |

| 12. kolo 24. října 2021 | SK Dynamo České Budějovice          | 2 – 2 | SK Slavia Praha                            | Fotbalový stadion Střelecký ostrov, České Budějovice |  |
| 16:00 SELČ | Patrik Brandner 10' Lukáš Havel 14' |       | 52' (pen.) Peter Olayinka 59' Oscar Dorley | Diváci: 6.289 Rozhodčí: Franěk                       |  |
| Poznámky: Sestava: Kolář (C) – Bah, Ousou, Kačaraba, Oscar – Samek, Traoré (46. Ševčík) – Ekpai (46. Lingr), Schranz (83. Plavšič), Olayinka (72. Masopust) – Krmenčík (46. Kuchta) |                                     |       |                                            |                                                      |  |

| 3. kolo (dohrávka) 27. října 2021* | SK Slavia Praha   | 1 – 0 | SK Sigma Olomouc | Sinobo Stadium, Praha                       |  |
| 19:00 SELČ | Peter Olayinka 5' |       |                  | Diváci: 11.368 Rozhodčí: Ladislav Szikszany |  |
| Poznámky: *Utkání bylo odloženo pro nákazu Covid - 19. Sestava: Mandous - Bah, Ousou, Kačaraba, Oscar - Hromada (71. Traoré), Samek (60. Stanciu) - Schranz (71. Masopust), Ševčík (C), Olayinka (23. Lingr) - Kuchta (71. Krmenčík) |                   |       |                  |                                             |  |

| 13. kolo 31. října 2021 | SK Slavia Praha                       | 2 – 0 | FC Viktoria Plzeň | Sinobo Stadium, Praha                 |  |
| | Ondřej Lingr 65' Michael Krmenčík 90' |       |                   | Diváci: 18 179 Rozhodčí: Pavel Franěk |  |
| Poznámky: Sestava: Mandous – Bah (46. Samek), Ousou, Kačaraba, Masopust – Ševčík (C), Hromada (46. Stanciu) – Ekpai (59. Plavšić), Lingr (79. Traoré), Olayinka – Kuchta (59. Krmenčík) |                                       |       |                   |                                       |  |

| 14. kolo 7. listopadu 2021 | FK Pardubice | 0 – 5 | SK Slavia Praha                                                                                   | Ďolíček, Praha                     |  |
| |              |       | 58' Michael Krmenčík 63' Michael Krmenčík 64' Ondřej Lingr 75' Ondřej Lingr 80' Ubong Moses Ekpai | Diváci: 3 492 Rozhodčí: Jan Petřík |  |
| Poznámky: Sestava: Mandous – Bah, Ousou, Kačaraba, Oscar (82. Olayinka) – Holeš (72. Madsen), Hromada – Masopust (72. Ekpai), Stanciu (C), Plavšić (39. Lingr) – Krmenčík (72. Kuchta) |              |       |                                                                                                   |                                    |  |

| 15. kolo 21. listopadu 2021 | SK Slavia Praha                                                                       | 5 – 0 | FK Jablonec | Sinobo Stadium, Praha                  |  |
| | Peter Olayinka 15' Jan Kuchta 34' Alexander Bah 40' Ondřej Lingr 77' Ondřej Lingr 90' |       |             | Diváci: 10 145 Rozhodčí: Dalibor Černý |  |
| Poznámky: Sestava: Mandous – Bah, Ousou, Kačaraba (83. Traoré), Oscar – Holeš, Hromada (56. Madsen) – Masopust (56. Lingr), Stanciu (C), Olayinka (71. Schranz) – Kuchta (71. Krmenčík) |                                                                                       |       |             |                                        |  |

| 16. kolo 28. listopadu 2021 | SK Slavia Praha                                    | 3 – 0 | FK Teplice | Sinobo Stadium, Praha                |  |
| | Nicolae Stanciu 16' Jan Kuchta 42' Aiham Ousou 84' |       |            | Diváci: 1 000 Rozhodčí: Jan Machálek |  |
| Poznámky: Sestava: Mandous – Masopust, Ousou, Kačaraba (64. Plavšić), Oscar – Holeš, Hromada (76. Madsen) – Schranz (56. Lingr), Stanciu (C), Olayinka (63. Krmenčík) – Kuchta (75. Samek) |                                                    |       |            |                                      |  |

| 17. kolo 4. prosince 2021 | SK Sigma Olomouc | 0 – 1 | SK Slavia Praha | Andrův stadion, Olomouc    |  |
| |                  |       | 56' Jan Kuchta  | Rozhodčí: Miroslav Zelinka |  |
| Poznámky: Sestava: Mandous – Masopust (87. Plavšič), Ousou, Kačaraba, Oscar – Holeš – Lingr (31. Schranz), Stanciu, Hromada (79. Madsen), Olayinka – Kuchta (79. Krmenčík) |                  |       |                 |                            |  |

| 18. kolo 12. prosince 2021 | SK Slavia Praha                       | 2 – 0 | FK Mladá Boleslav | Sinobo Stadium, Praha              |  |
| | Alexander Bah 31' Nicolae Stanciu 40' |       |                   | Diváci: 1 000 Rozhodčí: Petr Hocek |  |
| Poznámky: Sestava: Mandous – Bah, Ousou, Kačaraba, Oscar – Hromada (46. Madsen), Holeš – Schranz (75. Ekpai), Stanciu (C) (75. Traoré), Olayinka (88. Plavšić) – Kuchta (63. Lingr) |                                       |       |                   |                                    |  |

| 19. kolo 19. prosince 2021 | FC Baník Ostrava                                               | 3 – 3 | SK Slavia Praha                                  | Městský stadion, Ostrava              |  |
| | Ladislav Almási 47' Filip Kaloč 70' Ladislav Almási 82' (pen.) |       | 23' Ivan Schranz 29' Tomáš Holeš 88' Tomáš Holeš | Diváci: 1 000 Rozhodčí: Dalibor Černý |  |
| Poznámky: Sestava: Mandous – Bah, Ousou, Kačaraba, Oscar – Samek (63. Kuchta), Holeš – Masopust, Stanciu (67. Traoré), Olayinka (71. Plavšić) – Schranz (67. Lingr) |                                                                |       |                                                  |                                       |  |

#### Jarní část
| 20. kolo 5. února 2022 | SK Slavia Praha | 0 – 1 | MFK Karviná         | Sinobo Stadium, Praha               |  |
| |                 |       | 70' Rafiu Durosinmi | Diváci: 1 000 Rozhodčí: Tomáš Batík |  |
| Poznámky: Sestava: Mandous – Bah, Ousou, Kačaraba (60. Samek), Plavšić – Ševčík (C), Holeš – Lingr (76. Sor), Madsen (46. Masopust), Schranz (80. Tecl) – Krmenčík (60. Olayinka) |                 |       |                     |                                     |  |

| 21. kolo 13. února 2022 | 1. FC Slovácko | 0 – 1 | SK Slavia Praha  | Městský fotbalový stadion Miroslava Valenty, Uherské Hradiště |  |
| |                |       | 44' Ondřej Lingr | Diváci: 1 000 Rozhodčí: Dalibor Černý                         |  |
| Poznámky: Sestava: Mandous – Bah, Ousou, Holeš, Jurásek – Ševčík (90. Talovjerov), Hromada – Schranz, Lingr (78. Traoré), Olayinka – Tecl (C) |                |       |                  |                                                               |  |

| 22. kolo 20. února 2022 | SK Slavia Praha    | 1 – 0 | Bohemians Praha 1905 | Sinobo Stadium, Praha                |  |
| | Peter Olayinka 43' |       |                      | Diváci: 9 682 Rozhodčí: Jan Machálek |  |
| Poznámky: Sestava: Kolář – Bah, Ousou, Kačaraba, Oscar – Samek (79. Talovjerov), Ševčík (49. Madsen) – Schranz (45. Traore), Plavšić, Olayinka – Tecl (66. Fila) |                    |       |                      |                                      |  |

| 23. kolo 27. února 2022 | FC Hradec Králové | 1 – 5 | SK Slavia Praha                                                                          | Lokotrans Aréna, Mladá Boleslav     |  |
| | Petr Rybička 90'  |       | 2' Jakub Hromada 12' Ondřej Lingr 22' Stanislav Tecl 30' Stanislav Tecl 71' Ondřej Lingr | Diváci: 2 514 Rozhodčí: Tomáš Klíma |  |
| Poznámky: Sestava: Mandous – Masopust, Ousou (72. Oscar), Kačaraba (34. Talovjerov), Jurásek – Hromada (55. Samek), Holeš – Lingr, Madsen, Olayinka (71. Schranz) – Tecl (C) (72. Fila) |                   |       |                                                                                          |                                     |  |

| 24. kolo 6. března 2022 | SK Slavia Praha                   | 2 – 0 | AC Sparta Praha | Sinobo Stadium, Praha                     |  |
| | Ondřej Lingr 41' Ivan Schranz 90' |       |                 | Diváci: 19 370 Rozhodčí: Szymon Marciniak |  |
| Poznámky: Sestava: Kolář – Bah, Hovorka, Ousou, Jurásek (90. Hromada) – Holeš, Traoré (74. Talovjerov) – Sor (74. Tecl), Lingr (90. Plavšić), Olayinka (C) – Schranz (90. Fila) |                                   |       |                 |                                           |  |

| 25. kolo 13. března 2022 | FC Slovan Liberec                          | 1 – 0 | SK Slavia Praha | Stadion U Nisy, Liberec            |  |
| | Peter Olayinka 13' (vl.) Lukáš Štetina 19' |       |                 | Diváci: 6 123 Rozhodčí: Petr Hocek |  |
| Poznámky: Sestava: Kolář – Bah, Ousou, Holeš, Plavšić – Hromada (61. Sor), Talovjerov (46. Lingr) – Masopust (46. Samek), Schranz (74. Madsen), Olayinka (61. Fila) – Tecl |                                            |       |                 |                                    |  |

| 26. kolo 20. března 2022 | SK Slavia Praha                        | 1 – 0 | SK Dynamo České Budějovice | Sinobo Stadium, Praha                     |  |
| | Ondřej Lingr 58' Maksym Talovjerov 87' |       |                            | Diváci: 10 673 Rozhodčí: Miroslav Zelinka |  |
| Poznámky: Sestava: Kolář – Masopust, Hovorka, Holeš, Plavšić – Hromada (89. Kúdela), Talovjerov – Lingr (79. Ousou), Provod (68. Traoré), Olayinka (C) – Sor (89. Tecl) |                                        |       |                            |                                           |  |

| 27. kolo 3. dubna 2022 | FC Viktoria Plzeň               | 1 – 1 | SK Slavia Praha  | Stadion města Plzně, Plzeň                |  |
| | Tomáš Chorý 75' Pavel Bucha 85' |       | 48' Ondřej Lingr | Diváci: 11 384 Rozhodčí: Pawel Raczkowski |  |
| Poznámky: Sestava: Kolář – Bah, Ousou, Hovorka, Oscar (69. Plavšić) – Traoré (87. Hromada), Holeš – Lingr (72. Schranz), Provod (87. Jurásek), Olayinka (87. Fila) – Sor |                                 |       |                  |                                           |  |

| 28. kolo 10. dubna 2022 | SK Slavia Praha                                                              | 4 – 0 | FK Pardubice | Sinobo Stadium, Praha                  |  |
| | Lukáš Provod 41' (pen.) Lukáš Provod 54' Ivan Schranz 62' Ibrahim Traoré 84' |       |              | Diváci: 10 386 Rozhodčí: Dalibor Černý |  |
| Poznámky: Sestava: Mandous – Bah (74. Kúdela), Ousou, Hovorka, Jurásek – Hromada, Provod – Schranz (74. Šmiga), Plavšić (74. Ševčík), Lingr (74. Tecl) – Fila (81. Traoré) |                                                                              |       |              |                                        |  |

| 29. kolo 17. dubna 2022 | FK Jablonec  | 1 – 2 | SK Slavia Praha                     | Stadion Střelnice, Jablonec nad Nisou |  |
| | Jan Krob 87' |       | 31' Ivan Schranz 84' Stanislav Tecl | Diváci: 4056 Rozhodčí: Petr Hocek     |  |
| Poznámky: Sestava: Kolář – Bah, Kúdela, Kačaraba, Jurásek – Traoré (87. Oscar), Hromada (87. Ševčík) – Schranz, Fila (54. Olayinka), Plavšić (54. Talovjerov) – Tecl |              |       |                                     |                                       |  |

| 30. kolo 20. dubna 2022 | SK Slavia Praha                                        | 3 – 0 | FC Fastav Zlín | Sinobo Stadium, Praha                   |  |
| | Stanislav Tecl 32' Lukáš Provod 36' Peter Olayinka 64' |       |                | Diváci: 9251 Rozhodčí: Miroslav Zelinka |  |
| Poznámky: Sestava: Kolář (87. Kovář) – Bah, Kúdela, Hovorka, Jurásek – Holeš (72. Traoré), Provod – Schranz (78. Plavšić), Lingr (78. Fila), Olayinka – Tecl (72. Sor) |                                                        |       |                |                                         |  |

| Nadstavba, 1. kolo 24. dubna 2022 | FC Hradec Králové                                                             | 4 – 3 | SK Slavia Praha                                     | Lokotrans Aréna, Mladá Boleslav          |  |
| | Daniel Vašulín 13' (pen.) Filip Kubala 34' Jakub Kučera 35' Adam Vlkanova 58' |       | 19' David Jurásek 40' Daniel Fila 73' Ondřej Kúdela | Diváci: 2907 Rozhodčí: Ladislav Szikszay |  |
| Poznámky: Sestava: Kolář – Bah, Hovorka, Kačaraba, Jurásek (84. Talovjerov) – Holeš, Provod (59. Sor) – Schranz (46. Traoré), Lingr, Olayinka (C) (59. Plavšić) – Fila |                                                                               |       |                                                     |                                          |  |

| Nadstavba, 2. kolo 1. května 2022 | SK Slavia Praha          | 1 – 1 | FC Viktoria Plzeň              | Sinobo Stadium, Praha                       |  |
| | Ondřej Kúdela 90' (pen.) |       | 90' (pen.) Jean-David Beauguel | Diváci: 18 732 Rozhodčí: Bartosz Frankowski |  |
| Poznámky: Sestava: Mandous – Bah, Kúdela, Hovorka, Oscar – Hromada (83. Jurásek), Holeš (83. Talovjerov) – Lingr (79. Schranz), Traoré (63. Provod), Olayinka – Tecl (C) (63. Sor) |                          |       |                                |                                             |  |

| Nadstavba, 3. kolo 8. května 2022 | SK Slavia Praha                                       | 3 – 0 | 1. FC Slovácko | Sinobo Stadium, Praha                     |  |
| | Srđan Plavšić 29' Ibrahim Traoré 75' Ondřej Lingr 85' |       |                | Diváci: 13 119 Rozhodčí: Miroslav Zelinka |  |
| Poznámky: Sestava: Mandous – Schranz, Ousou, Kúdela, Oscar (46. Ševčík) – Hromada (78. Kačaraba), Holeš – Sor (46. Lingr), Plavšić, Jurásek (46. Traoré) – Tecl (C) (67. Fila) |                                                       |       |                |                                           |  |

| Nadstavba, 4. kolo 11. května 2022 | FC Baník Ostrava | v | SK Slavia Praha | Městský stadion v Ostravě-Vítkovicích, Ostrava |  |
|                                    |                  |   |                 |                                                |  |
| Poznámky: Sestava:                 |                  |   |                 |                                                |  |

| Nadstavba, 5. kolo 15. května 2022 | SK Slavia Praha | v | AC Sparta Praha | Sinobo Stadium, Praha |  |
|                                    |                 |   |                 |                       |  |
| Poznámky: Sestava:                 |                 |   |                 |                       |  |

### Liga mistrů UEFA
Hlavní článek: Liga mistrů UEFA 2021/22

#### Předkola
| 3. předkolo 4. srpna 2021 | Ferencváros                                       | 2 – 0 | SK Slavia Praha | Groupama Arena, Budapešť                   |  |
| 20:00 SELČ | Taras Kačaraba 44' (vl.) Ihor Kharatin 50' (pen.) |       |                 | Diváci: 17 127 Rozhodčí: Jesús Gil Manzano |  |
| Poznámky: Sestava: Kolář (C) - Masopust (53. Schranz), Kačaraba, Zima, Oscar - Holeš (72. Lingr) - Bah, Ševčík (25. Traoré), Stanciu, Plavšič (46. Olayinka) - Kuchta (53. Musa) |                                                   |       |                 |                                            |  |

| 3. předkolo odveta 10. srpna 2021 | SK Slavia Praha    | 1 – 0 | Ferencváros     | Sinobo Stadium, Praha                   |  |
| 19:00 SELČ | Lukáš Masopust 36' |       | 84' Eldar Ćivić | Diváci: 15 238 Rozhodčí: Tobias Stieler |  |
| Poznámky: Sestava: Kolář – Bah, Holeš, Kačaraba, Oscar – Hromada (65. Traoré) – Masopust (75. Musa), Schranz (65. Plavšić), Stanciu, Olayinka (16. Sima) – Tecl (C) (65. Kuchta) |                    |       |                 |                                         |  |

### Evropská liga UEFA
Hlavní článek: Evropská liga UEFA 2021/22

#### Předkola
| Play - off 19. srpna 2021 | SK Slavia Praha                      | 2 – 2 | Legia Warszawa                       | Sinobo Stadium, Praha                 |  |
| 19:00 SELČ | Alexander Bah 33' Lukáš Masopust 45' |       | 20' Mahir Emreli 37' Josip Juranović | Diváci: 14 543 Rozhodčí: Felix Zwayer |  |
| Poznámky: Sestava: Kolář – Bah, Holeš, Zima, Oscar – Traoré, Hromada (46. Kuchta) – Masopust (C) (67. Samek), Stanciu (82. Tecl), Sima (61. Ekpai) – Schranz (61. Lingr) |                                      |       |                                      |                                       |  |

| Play - off / – odveta 26. srpna 2021 | Legia Warszawa                    | 2 – 1 | SK Slavia Praha                                        | Stadion Wojska Polskiego, Varšava |  |
| 21.00 SELČ | Mahir Emreli 59' Mahir Emreli 70' |       | 3' Tomáš Holeš 45' Ubong Moses Ekpai 90' Jakub Hromada | Rozhodčí: Artur Dias              |  |
| Poznámky: Sestava: Kolář – Bah (71. Sima), Kúdela, Zima, Bořil (C) – Hromada (71. Traoré), Holeš – Ekpai, Stanciu (81. Olayinka), Schranz (81. Krmenčík) – Tecl (65. Lingr) |                                   |       |                                                        |                                   |  |

### Evropská konferenční liga UEFA
Hlavní článek: Evropská konferenční liga UEFA 2021/22

#### Skupina E
| Poř. | Tým                | Z | V | R | P | VG | OG | B  |
| ---- | ------------------ | - | - | - | - | -- | -- | -- |
| 1.   | Feyenoord          | 6 | 4 | 2 | 0 | 11 | 6  | 14 |
| 2.   | SK Slavia Praha    | 6 | 2 | 2 | 2 | 8  | 7  | 8  |
| 3.   | 1. FC Union Berlin | 6 | 2 | 1 | 3 | 8  | 9  | 7  |
| 4.   | Makabi Haifa FC    | 6 | 1 | 1 | 4 | 2  | 7  | 4  |

| 1. 16. září 2021 | SK Slavia Praha                                   | 3 – 1 | 1. FC Union Berlin                 | Sinobo Stadium, Praha                    |  |
| | Alexander Bah 18' Jan Kuchta 84' Ivan Schranz 88' |       | 40' Paul Jaeckel 70' Kevin Behrens | Diváci: 15 286 Rozhodčí: Fabio Verissimo |  |
| Poznámky: Sestava: Mandous – Bah, Ousou, Kačaraba (53. Takács), Oscar – Traoré (82. Krmenčík) – Ekpai, Lingr (69. Stanciu), Ševčík, Masopust (69. Schranz) – Tecl (C) (53. Kuchta) |                                                   |       |                                    |                                          |  |

| 2. 30. září 2021 | Feyenoord                         | 2 – 1 | SK Slavia Praha | De Kuip, Rotterdam      |  |
| | Orkun Kökcü 14' Bryan Linssen 24' |       | 63' Tomáš Holeš | Rozhodčí: Radu Petrescu |  |
| Poznámky: Sestava: Mandous – Bah, Ousou, Holeš, Masopust (69. Schranz) – Traoré, Ševčík – Ekpai (46. Plavšić), Stanciu (46. Lingr), Oscar – Tecl (C) (46. Kuchta) |                                   |       |                 |                         |  |

| 3. 21. října 2021 | Makabi Haifa FC    | 1 – 0 | SK Slavia Praha | Stadion Sammyho Ofera, Haifa |  |
| | Godsway Donyoh 24' |       |                 | Rozhodčí: Ádam Farkas        |  |
| Poznámky: Sestava: Kolář – Bah, Ousou, Kačaraba, Oscar – Traoré, Stanciu (67. Lingr) – Olayinka, Schranz (76. Ekpai), Plavšić (46. Samek) – Kuchta (67. Krmenčík) |                    |       |                 |                              |  |

| 4. 4. listopadu 2021 | SK Slavia Praha | 1 – 0 | Makabi Haifa FC | Sinobo Stadium, Praha                   |  |
| | Jan Kuchta 49'  |       |                 | Diváci: 13 646 Rozhodčí: Kai Erik Steen |  |
| Poznámky: Sestava: Mandous – Bah, Ousou, Kačaraba, Oscar (82. Ekpai) – Ševčík – Masopust (72. Plavšič), Samek (57. Traoré), Lingr (57. Krmenčík), Olayinka – Kuchta (72. Holeš) |                 |       |                 |                                         |  |

| 5. 25. listopadu 2021 | SK Slavia Praha                   | 2 – 2 | Feyenoord                             | Sinobo Stadium, Praha                       |  |
| | Peter Olayinka 12' Jan Kuchta 66' |       | 31' Cyriel Dessers 90' Cyriel Dessers | Diváci: 14 562 Rozhodčí: Mattias Gestranius |  |
| Poznámky: Sestava: Mandous – Bah (90. Traoré), Ousou, Kačaraba, Oscar – Holeš, Lingr (78. Ekpai) – Masopust (46. Kuchta), Stanciu (C), Olayinka – Schranz (62. Ševčík) |                                   |       |                                       |                                             |  |

| 6. 9. prosince 2021 | 1. FC Union Berlin | 1 – 1 | SK Slavia Praha  | Olympijský stadion, Berlín |  |
| | Max Kruse 64'      |       | 50' Ivan Schranz | Rozhodčí: Rade Obrenović   |  |
| Poznámky: Sestava: Mandous – Bah (74. Ekpai), Masopust, Ousou, Kačaraba, Oscar – Samek (79. Traoré), Holeš, Lingr (74. Stanciu) – Schranz, Olayinka (88. Plavšić) |                    |       |                  |                            |  |

#### První kolo playoff
| 1. kolo playoff 17. února 2022 | Fenerbahçe SK                          | 2 – 3 | SK Slavia Praha                                      | Fenerbahçe Şükrü Saracoğlu Stadyumu, Istanbul |  |
| | Dimitris Pelkas 58' Ferdi Kadıoğlu 83' |       | 45' Ibrahim Traoré 62' Oscar Dorley 64' Ondřej Lingr | Rozhodčí: Maurizio Mariani                    |  |
| Poznámky: Sestava: Mandous – Schranz, Ousou, Kačaraba, Oscar (80. Tecl) – Traoré (75. Samek), Holeš – Ševčík, Plavšić (46. Lingr), Olayinka – Sor (86. Horský) |                                        |       |                                                      |                                               |  |

| 1. kolo playoff – odveta 24. února 2022 | SK Slavia Praha                            | 3 – 2 | Fenerbahçe SK                            | Sinobo Stadium, Praha                   |  |
| | Ivan Schranz 19' Yira Sor 27' Yira Sor 63' |       | 39' Mert Hakan Yandaş 90' Mërgim Berisha | Diváci: 10 120 Rozhodčí: Chris Kavanagh |  |
| Poznámky: Sestava: Mandous – Bah (46. Lingr), Ousou, Kačaraba (C) (90. Kúdela), Oscar – Traoré (78. Talovjerov), Holeš – Schranz, Plavšić (90. M. Pudil), Olayinka – Sor (83. Tecl) |                                            |       |                                          |                                         |  |

#### Osmifinále playoff
| osmifinále playoff 10. března 2022 | SK Slavia Praha                                                | 4 – 1 | LASK Linz        | Sinobo Stadium, Praha                     |  |
| | Yira Sor 3' Yira Sor 29' Peter Olayinka 83' Ibrahim Traoré 85' |       | 67' Husein Balić | Diváci: 16 754 Rozhodčí: Andris Treimanis |  |
| Poznámky: Sestava: Mandous – Bah, Holeš, Ousou, Plavšić – Traoré, Talovierov – A. Pudil (46. M. Pudil, 82. Masopust), Madsen (57. Samek), Olayinka (C) – Sor (70. Tecl) |                                                                |       |                  |                                           |  |

| odveta 17. března 2022 | LASK Linz                                                                            | 4 – 3 | SK Slavia Praha                                                                          | NV Arena, St. Pölten      |  |
| | Philipp Wiesinger 36' Philipp Wiesinger 36' Andreas Gruber 88' Alexander Schmidt 89' |       | 24' Peter Olayinka 37' Alexander Bah 35', 42' Aiham Ousou 62' Yira Sor 85' Srđan Plavšić | Rozhodčí: Lawrence Visser |  |
| Poznámky: Sestava: Mandous – Bah, Ousou, Holeš, Plavšić – Traoré, Talovierov – Schranz (81. Tecl), Lingr (76. Masopust), Olayinka (85. Kúdela) – Sor |                                                                                      |       |                                                                                          |                           |  |

#### Čtvrtfinále playoff
| čtvrtfinále playoff 7. dubna 2022 | Feyenoord                                             | 3 – 3 | SK Slavia Praha                                      | De Kuip, Rotterdam         |  |
| | Luis Sinisterra 10' Marcos Senesi 74' Orkun Kökçü 86' |       | 41' Peter Olayinka 67' Yira Sor 90+4' Ibrahim Traoré | Rozhodčí: Halil Umut Meler |  |
| Poznámky: Sestava: Kolář – Bah, Kačaraba, Kúdela, Oscar – Talovjerov (66. Lingr), Holeš (90. Madsen) – Schranz, Traoré, Olayinka (83. Tecl) – Sor |                                                       |       |                                                      |                            |  |

| odveta 14. dubna 2022 | SK Slavia Praha                       | 1 – 3 | Feyenoord                                                | Sinobo Stadium, Praha                  |  |
| | Ibrahim Traoré 14' Taras Kačaraba 90' |       | 2' Cyriel Dessers 59' Cyriel Dessers 78' Luis Sinisterra | Diváci: 19 370 Rozhodčí: Deniz Aytekin |  |
| Poznámky: Sestava: Mandous – Bah, Ousou (78. Ševčík), Kačaraba, Oscar – Traoré (89. Tecl), Talovjerov – Schranz (78. Plavšić), Lingr (82. Samek), Olayinka (C) – Sor |                                       |       |                                                          |                                        |  |